# Mariano Holguín
Mariano Emilio Holguín y Maldonado O.F.M. (Arequipa,  5 de octubre de 1860-Lima, 24 de diciembre de 1945) fue un religioso franciscano peruano. Fue sucesivamente obispo de Huaraz (1904-1906) y de Arequipa (1906-1945), diócesis esta última que fue elevada a la categoría de arquidiócesis en 1943, por lo que se convirtió en el primer arzobispo de Arequipa. Ofició también como administrador apostólico de la arquidiócesis de Lima (1930-1933); en tal investidura presidió la asamblea de notables ante la cual renunció la Junta Militar de Gobierno presidida por Luis Miguel Sánchez Cerro, encargándose del poder ejecutivo por unas horas, el 1 de marzo de 1931. Ocupó así brevemente la presidencia de la República, en la etapa de la historia peruana conocida como la anarquía de 1930-1931.

## Biografía
Nació en Arequipa, siendo sus padres Manuel Holguín y Manuela Maldonado. Inició sus estudios en el Seminario de San Jerónimo de Arequipa, para luego ingresar a la orden de San Francisco, uniéndose a los franciscanos misioneros de La Recoleta de San Genaro en 1881. Allí continuó sus estudios. Pasado el reglamentario período de prueba, fue ordenado como presbítero el 28 de febrero de 1886.
En 1891 fue elegido guardián de su convento. En 1899 pasó a ser comisario de la provincia franciscana de los Doce Apóstoles, y en 1901 consultor de la asamblea episcopal reunida en Lima. En 1903 viajó a Roma para concurrir al capítulo general de su orden. Se hallaba allí todavía cuando el 12 de agosto de 1904, el papa Pío X lo preconizó como obispo de Huaraz. El 16 de octubre fue consagrado en Lima por el arzobispo Manuel Tovar y Chamorro. El 7 de noviembre ingreso solemnemente a la sede de su diócesis.

### Obispo de Arequipa
No permaneció mucho tiempo en Huaraz. El 30 de mayo de 1906 fue promovido al obispado de Arequipa, de cuya sede tomó posesión el 13 de noviembre de ese mismo año. Se mantuvo al frente de la diócesis arequipeña hasta su muerte. En ese extenso lapso de 39 años impulsó el movimiento laical, desarrollando una apertura hacia los aspectos sociales.
Una década atrás, ya había fundado los Círculos Católicos de Obreros en Arequipa. En 1925 participó en la creación de la Acción Católica arequipeña e instigó la instalación de un local separado para las mujeres detenidas, pues hasta entonces estas compartían el mismo edificio carcelario con los presos varones, apenas separados de manera precaria.
Asimismo, defendió los fueros de su jurisdicción eclesiástica en las provincias peruanas de Tacna y Arica, entonces bajo ocupación militar de Chile, que se negaba  a realizar el plebiscito contemplado en el tratado de Ancón. Monseñor Holguín apoyó decididamente a los diarios patriotas «La Unión», «La Tradición» y «El Deber».

### Presidente del Perú por pocas horas
En 1931 fue designado como administrador apostólico de la arquidiócesis de Lima, debido a la renuncia de su arzobispo, monseñor Emilio Lissón, por lo que se trasladó temporalmente a Lima. Se hallaba ejerciendo dicho cargo, cuando, asesorado por José de la Riva Agüero y Osma, le tocó presidir una junta de notables, ante la cual, el 1 de marzo de 1931, renunció la Junta Militar de Gobierno presidida por el teniente coronel Luis Sánchez Cerro. Acto seguido, la misma asamblea encabezada por Holguín eligió un gobierno provisorio presidido por el presidente de la Corte Suprema de Justicia, Ricardo Leoncio Elías. A monseñor Holguín le correspondió pues, ejercer el cargo de presidente de la República por brevísimo tiempo, conociéndose a este período como el «gobierno de pocas horas».
El gobierno constitucional de Luis Sánchez Cerro lo puso en la terna de obispos remitida al Congreso (entonces Congreso Constituyente) para que eligiese al titular del vacante arzobispado de Lima. Holguín disputó con monseñor Pedro Pascual Farfán (entonces obispo del Cuzco), quien finalmente resultó elegido (1933).

### Arzobispo de Arequipa
Retornó a su sede de Arequipa, y desde el 23 de mayo de 1943 se convirtió en su primer arzobispo, al ser elevada dicha diócesis a la categoría de arquidiócesis. Sobre ella rigió hasta su fallecimiento en 1945.